# Azowlissè
Azowlissè è un arrondissement del Benin situato nella città di Adjohoun (dipartimento di Ouémé) con 19.324 abitanti (dato 2006).